# Замок Баллібег

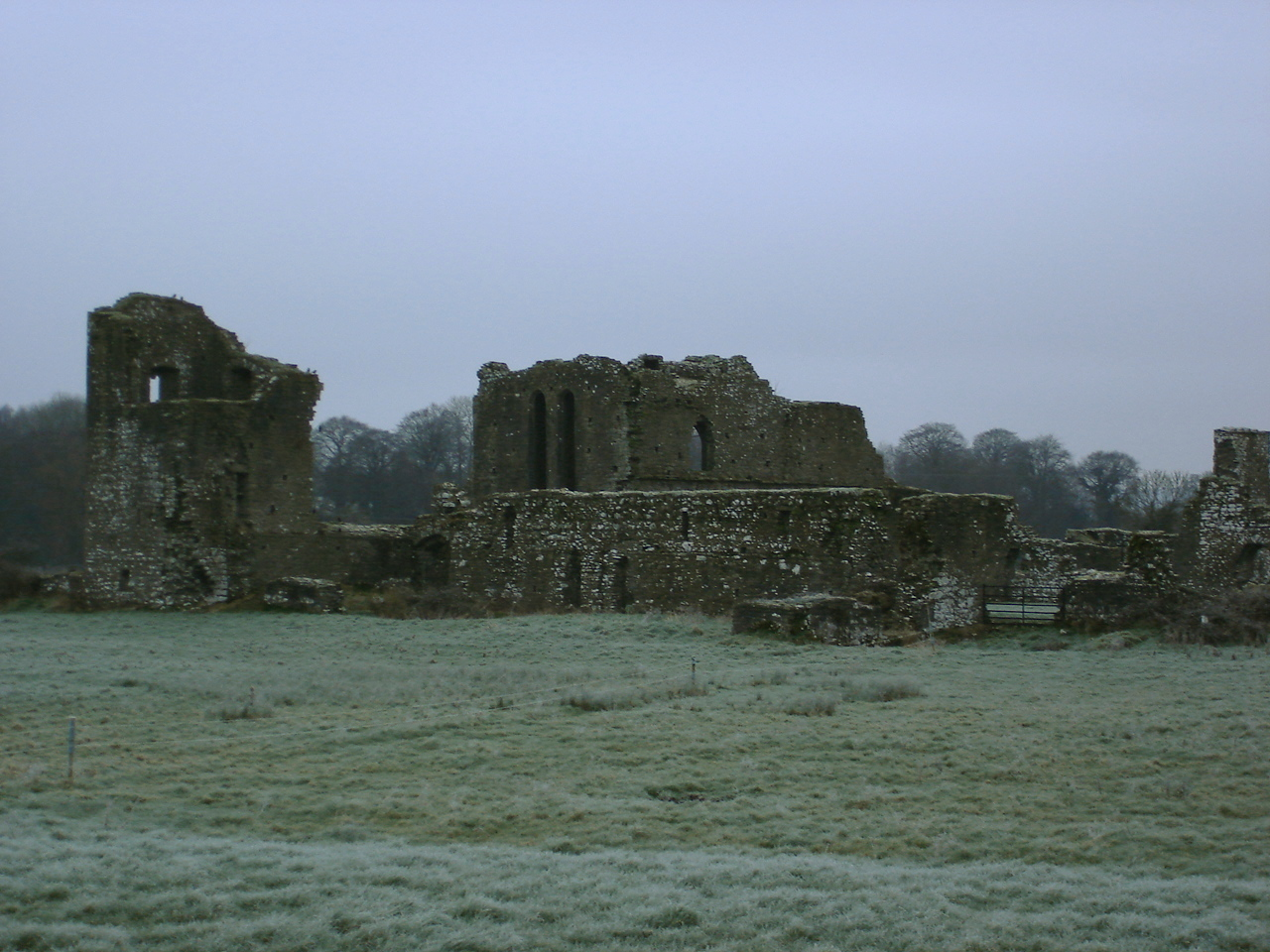
Руїни пріорату Баллібег.

Замок Баллібег (англ. Ballybeg Castle, ірл. Caisleán an Bhaile Bhig) — замок Валє Віг — один із замків Ірландії, розташований в графстві Корк біля пріорату Баллібег, на південь від селища Баттевент. Замок нині лежить в руїнах — збереглися тільки перші поверхи від колись високої головної башти замку. Кладка та особливості архітектури аналогічні щодо будівель пріорату Баллібег, що наводить на думку, що вони були побудовані одночасно і замок служив для оборони монастиря. Монастир Баллібег був побудований в 1229 році англо-норманським феодалом Філіпом де Баррі для каноніків святого Августина. Пріорат назвали іменем святого Томаса Бекета. Король Англії Генріх ІІІ розширив права феодалів де Баррі — дозволив їм 26 вересня 1234 року проводити щорічні ярмарки на день Святого Луки (17 — 18 жовтня) протягом тижня від початку свята. Онук Філіпа де Баррі — Девід Ог де Баррі — І барон Баррі розширив прибутки монастиря в 1251 році. Барони де Баррі зміцнювали свою владу у графстві Корк, мали право вершити суд та страти, чи накладати штрафи за пролиття крові, «де були зачеплені справи англійців». Потім були ще влаштовані окремо «овечі ринки», «коров'ячі ринки» та «яєчні ринки». У 1317 році король Англії Едвард ІІ виділив барону Джону Фітц-Девіду де Баррі гроші в розмірі £ 105 для розбудови оборонних споруд (на той час це була величезна сума). У 1375 році король Англії Едвард ІІІ знову виділив гроші баронам де баррі для оборонних споруд. Монастир був ліквідований і розігнаний королем Англії Генріхом VIII в 1541 році.